# Lletra de batalla

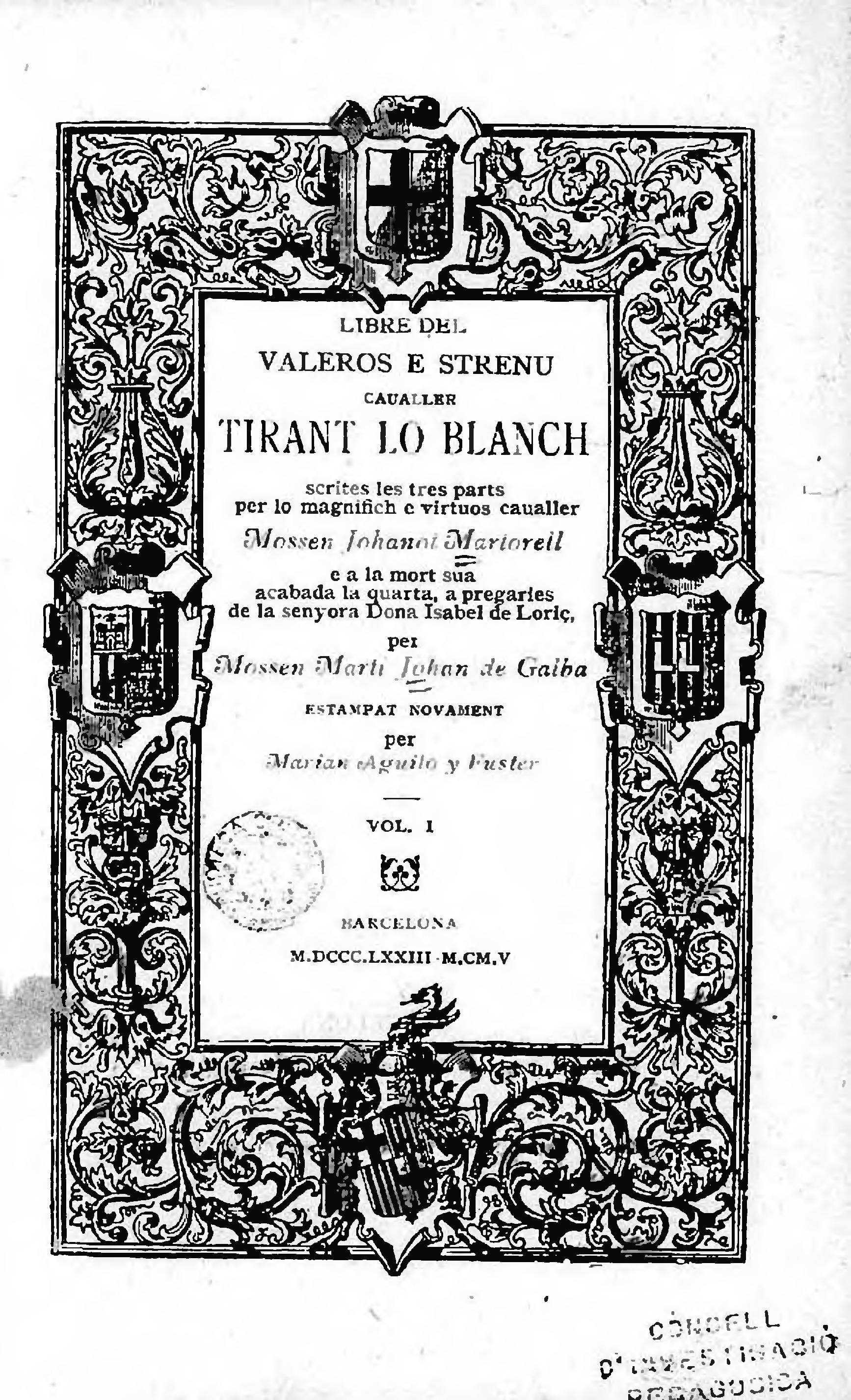
Portada d'una edició de Tirant lo Blanc.

Una lletra de batalla era una carta de desafiament en la qual un cavaller reptava un altre cavaller a un combat, per venjar greuges personals o a vegades, per esport.

## Detalls particulars
Una lletra de batalla podia adoptar formes molt diferents. Una estructura típica era la següent:
- Fórmula d'introducció
- Motiu del desafiament, amb les acusacions pertinents o indicant les ofenses
- Proposta de combat, indicant les condicions (a ultrança, a primera ferida…)
- Proposta d'un camp neutral per a combatre i de jutges imparcials
- Proposta de les armes, ofensives i defensives
- Dia i hora del combat
- Fórmula final
- Signatures i testimonis

Pel que fa al format, una lletra de batalla podia seguir el sistema de la carta partida  per A.B.C.

## Casos famosos
- 1345. La carta de desafiament d'Eduard III d'Anglaterra contra Felip VI de França no fou, pròpiament, una lletra de batalla.[1]
- Lletres de batalla de Joanot Martorell
  - L'any 1437 contra Joan de Monpalau, el seu cosí; era una qüestió d'honor, ja que aquest havia promès el seu casament amb la seva germana Damiata i no el va complir. En aquest desafiament, Joanot Martorell va aconseguir que el rei d'Anglaterra fes de jutge, però el contrincant no es presentà; finalment, s'arribà a un acord quan Joan de Montpalau va pagar una quantitat de diners a Damiata.[2] El conjunt d'aquestes lletres de batalla han estat publicades, en una versió modernitzada per Joan-Lluís Lluís, per l'editorial Bàrcino.[3]
  - L'any 1442 contra Jaume Ripoll.[4]
  - L'any 1442 contra Felip Boil, a causa d'un testimoni gràfic.[5]
  - Des de l'any 1442 fins al 1450, contra Gonzalo de Híjar.[6]

Cap dels quatre enfrontaments va comportar combats. Darrere d'aquest personatge tan bregós, també hi havia un amant de la literatura. Martorell escrivia sovint lletres de batalla contra els seus rivals.
Cal destacar que Joanot Martorell va viatjar molt, sobretot a Anglaterra, on va conèixer la vida cortesana i molts cavallers de l'època. També va conèixer molts llibres que més endavant seran la seva font d'inspiració.
- Lletres de batalla al Tirant lo Blanc.[7][8]
- 1503. Desafiament i combat de Barletta, entre cavallers italians i francesos.[9]
- 1528?[10]
- 1642. Desafiaments armats entre cristians comentats per un espia turc a París. Carta de desafiament al rei de Portugal.[11]

## Tractats
- Mossèn Diego de Valera. Tratado de los rieptos y desafíos.[12]
- John Geddes. Reflexions sur le duel et sur les moyens les plus efficaces de le prévenir.[13]
- George Fazy. Le duel.[14]